# Riho Päts

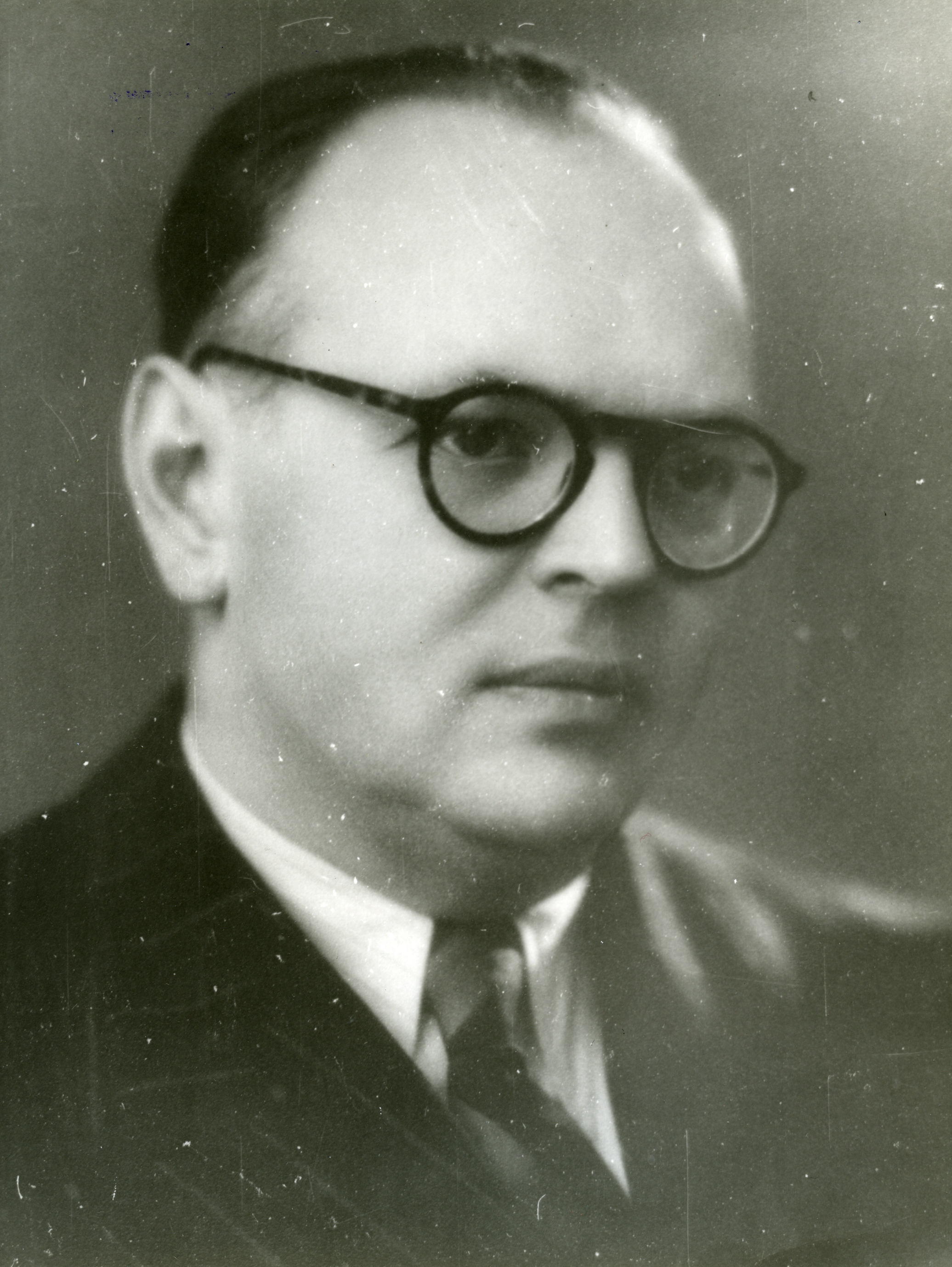
Riho Päts

Riho Päts (* 26. Juni 1899 in Tartu; † 15. Januar 1977 in Tallinn) war ein estnischer Komponist, Chorleiter und Musikpädagoge.

## Leben
Riho Päts bekam seinen ersten Musikunterricht 1915 bei Mart Saar (1882–1963). Ab 1923 studierte er in Tallinn. Er schloss 1926 sein Kompositions-Studium am Tallinner Konservatorium (heute Estnische Musik- und Theaterakademie) bei Artur Kapp (1878–1952) und ein Jahr später sein Klavier-Studium bei Artur Lemba (1885–1963) ab. Anschließend war er in Haapsalu und Tallinn als Musiklehrer tätig.
Von 1930 bis 1932 war Päts Chefredakteur der Musikzeitung Muusikaleht. Daneben profilierte er sich als Leiter estnischer Chöre. 1940/41 und von 1944 bis 1950 war Päts Dozent am Staatlichen Tallinner Konservatorium. 1950 wurde er von den sowjetischen Besatzungsbehörden verhaftet und musste Zwangsarbeit leisten. Bis zur Entstalinisierung 1955 war er in sowjetischen Gefangenenlagern inhaftiert. Erst 1968 wurde er endgültig rehabilitiert.
Von 1956 bis 1971 war Päts Dozent am Pädagogischen Institut Tallinn, ab 1962 mit dem Titel eines Professors.
Riho Päts setzte sich besonders für eine Erneuerung der Schulmusik und einer Förderung des Chorgesangs ein. Daneben komponierte er zahlreiche Stücke, die Themen der estnischen Volksmusik und Volkstradition aufnehmen.

## Werke (Auswahl)
- Mereneitsi (poetische Ballade für Chor, Solisten und Orchester, 1926)
- Maa-alused (musikalisches Märchen, 1935)
- Kaval Ants ja Vanapagan (Kinderoper, 1962)
- Meie küla posid (musikalische Komödie, 1966)
- Püve Peetri riukad (musikalische Komödie, 1971)

Daneben schrieb Riho Päts zahlreiche Bühnenmusiken, Stücke für Chor und Klavier sowie Kinderlieder. Er verfasste auch Monographien zu Musikthemen, Liederbücher für den Schulunterricht und Musikbücher. Vorbild seiner musikpädagogischen Arbeiten waren die Bücher und Ideen Carl Orffs (1895–1982).